# Premio Barwise
El Premio Barwise fue implementado en 2002 por la Asociación Filosófica Americana, conjuntamente con el Comité APA de Filosofía y Ordenadores, motivado por la propuesta de la Asociación Internacional de Informática y Filosofía para destacar y promover contribuciones relevantes al ámbito de filosofía e informática. El Premio se otorga anualmente por el Comité APA de Filosofía y Ordenadores. Su objetivo es dar reconocimiento a filósofos por su aportación a lo largo de toda su vida en este campo. Asimismo sirve para reconocer y promover el trabajo en todas las áreas relacionadas con el cambio informático en filosofía. Como ejemplos de las temáticas que son de interés para el Comité para elegir a los candidatos se incluyen: el uso de ordenadores en la enseñanza de filosofía; los aspectos filosóficos de la inteligencia artificial; y el área de la ética computacional.
El Comité eligió el nombre de Jon Barwise para este Premio en reconocimiento al trabajo que llevó a cabo a lo largo de su vida impulsando la investigación y la enseñanza, aunque a veces sus avances estaban encubiertos bajo la producción de material didáctico y modificaciones en planes de estudio.

## Ganadores
El Premio ha sido ganado hasta el momento por:
- 2020: Aaron Sloman (University of Birmingham, UK)
- 2019: Margaret Boden (University of Sussex)
- 2018: Gualtiero Piccinini (University of Missouri St. Louis)
- 2017 B. Jack Copeland (Universidad de Canterbury)
- 2016 Edward N. Zalta (Universidad Stanford)
- 2015 William J. Rapaport (Universidad de Búfalo)
- 2014 Helen Nissenbaum (Universidad de Nueva York)
- 2013 Colin Allen (Universidad de Indiana)
- 2012 No se entregó el Premio
- 2011 Douglas R. Hofstadter (Universidad de Indiana)
- 2010 Jaakko Hintikka (Universidad de Boston)
- 2009 Luciano Floridi (Universidad de Hertfordshire)
- 2008 Terrell Ward Bynum (Universidad Estatal del Sur de Connecticut)
- 2007 David Chalmers (Universidad Nacional Australiana)
- 2006 James H. Moor (Universidad de Dartmouth)
- 2005 Hubert Dreyfus (Universidad de California en Berkeley)
- 2004 Deborah Johnson (Universidad de Virginia)
- 2003 Daniel Dennett (Universidad Tufts)
- 2002 Patrick Suppes (Universidad Stanford)